# Johann Carl Loth

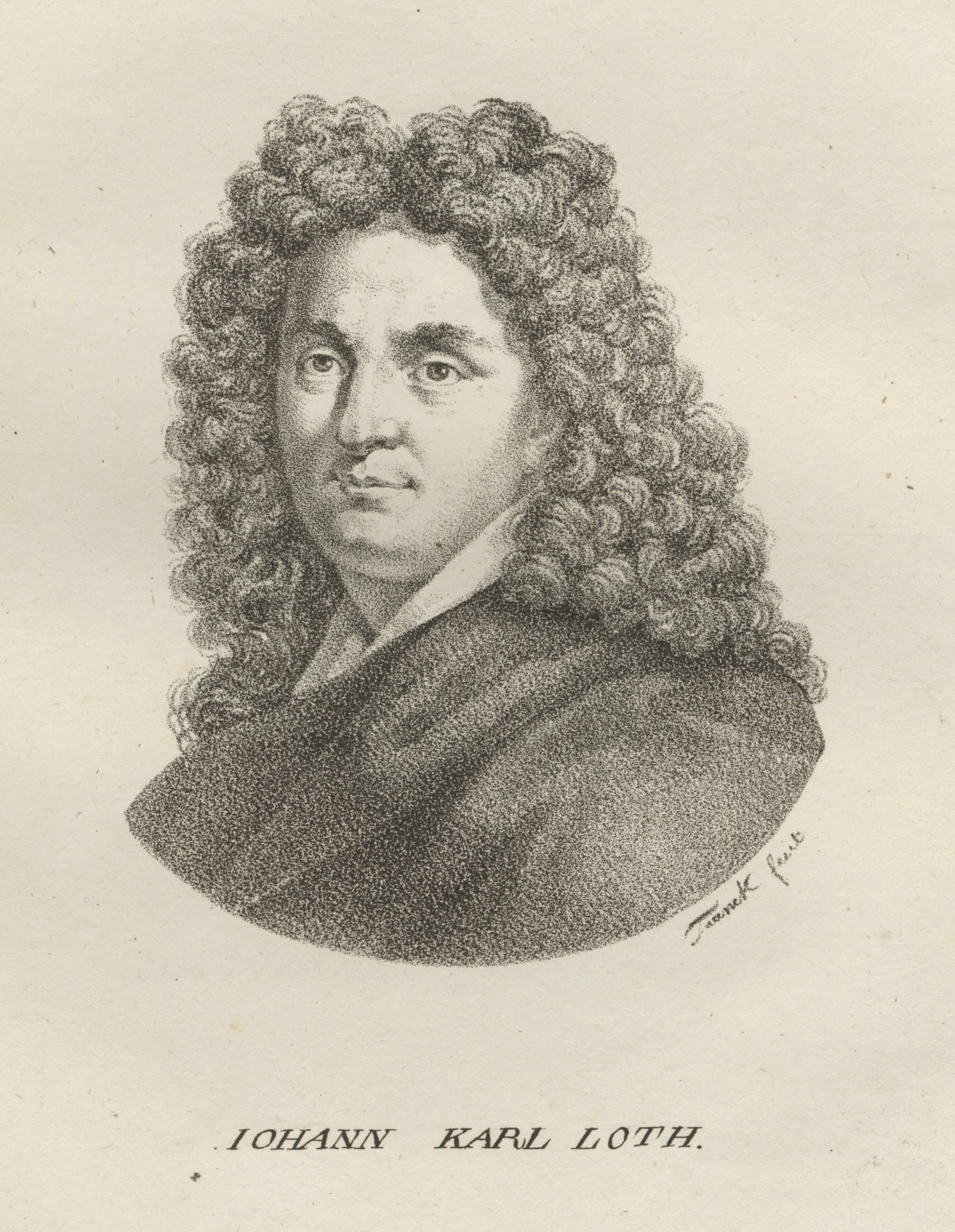
Porträt (Lithografie aus der Künstler-Galerie von Maximilian Franck 1818)

Johann Carl Loth, genannt Carlotto, (getauft am 8. August 1632 in München; † 6. Oktober 1698 in Venedig) war ein deutscher Maler des Barocks.

## Leben
Johann Carl Loth wurde in München als Sohn des bayerischen Hofmalers Ulrich Loth geboren. Nach einer ersten Ausbildung bei seinem Vater als Maler, setzte er seine Studien in Rom fort, wo er den Maler und Rembrandt-Schüler Willem Drost kennenlernte, der mit ihm nach Venedig ging als sich Loth dort um 1650 in Venedig niederließ. Dort kam er in Kontakt zu Malern des italienischen Barock, wie Francesco Ruschi, Giovanni Battista Langetti und Antonio Zanchi, den sogenannten Tenebrosi. Er malte neben Staffeleibildern mit mythologischen und biblischen Themen sowie nach 1670 mehrere großformatige Altarbilder für Kirchen in Venedig, auf der Terraferma und in Bayern.
Loth unterhielt in Venedig eine Werkstatt mit mehreren Mitarbeitern, die nach seinem Themen- und Formenspektrum vor allem in Bayern, Österreich und Böhmen tätig waren. Zu seinen bedeutendsten Schülern zählen Hans Adam Weissenkircher und Johann Michael Rottmayr.

## Werke
- Selbstbildnis. 1693, Florenz, Uffizien
- Mercur und Argus, London, The National Gallery
- Martyrium des Hl. Eugen, um 1684–97, Santa Maria del Giglio, Venedig
- Jupiter und Mercur bei Philemon und Baucis, vor 1659, Wien, Kunsthistorisches Museum
- Selene und Endymion, Rijksmuseum Amsterdam
- Samson und Delilah, Brescia Musei

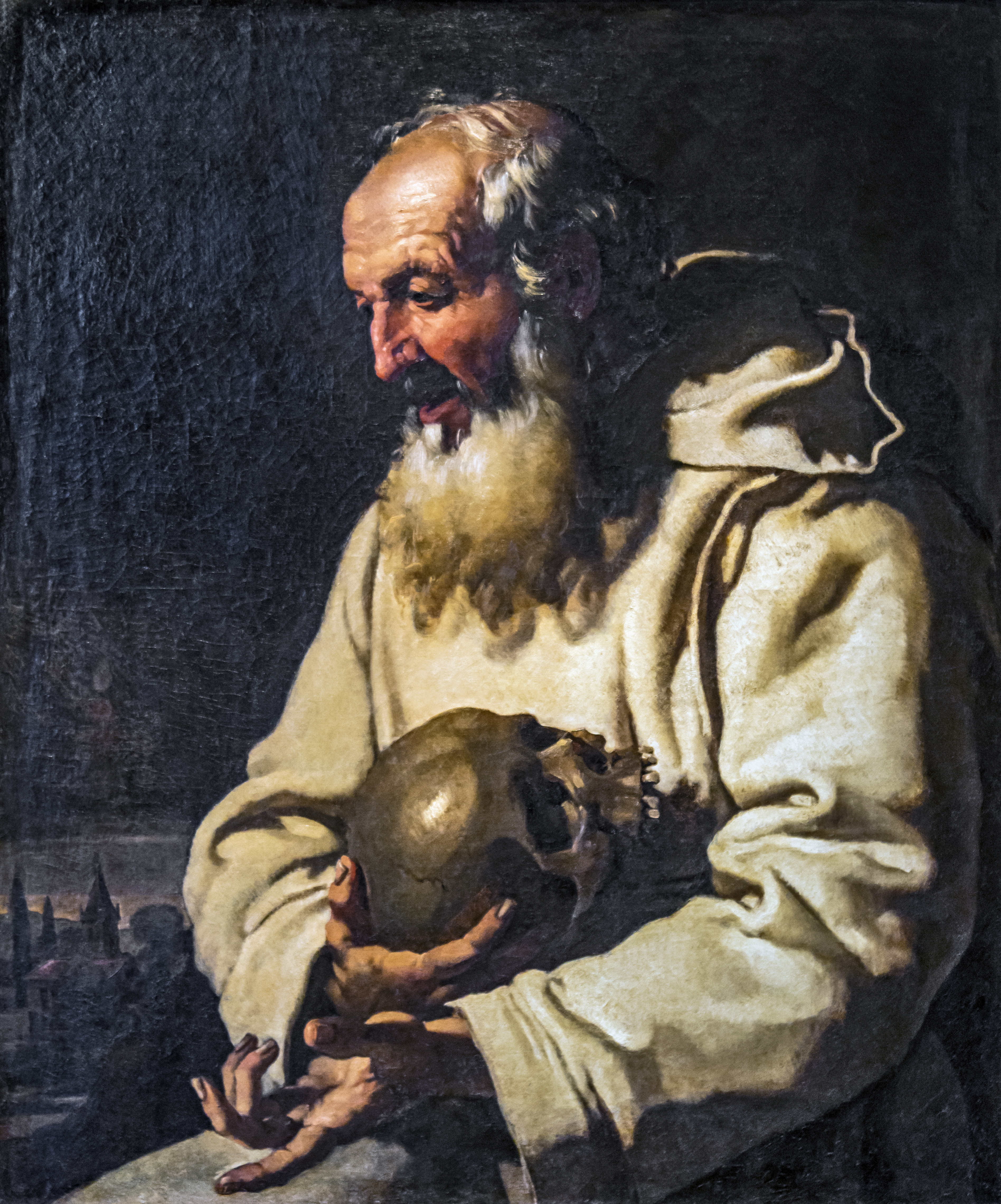
Romuald, Accademia (Venedig)
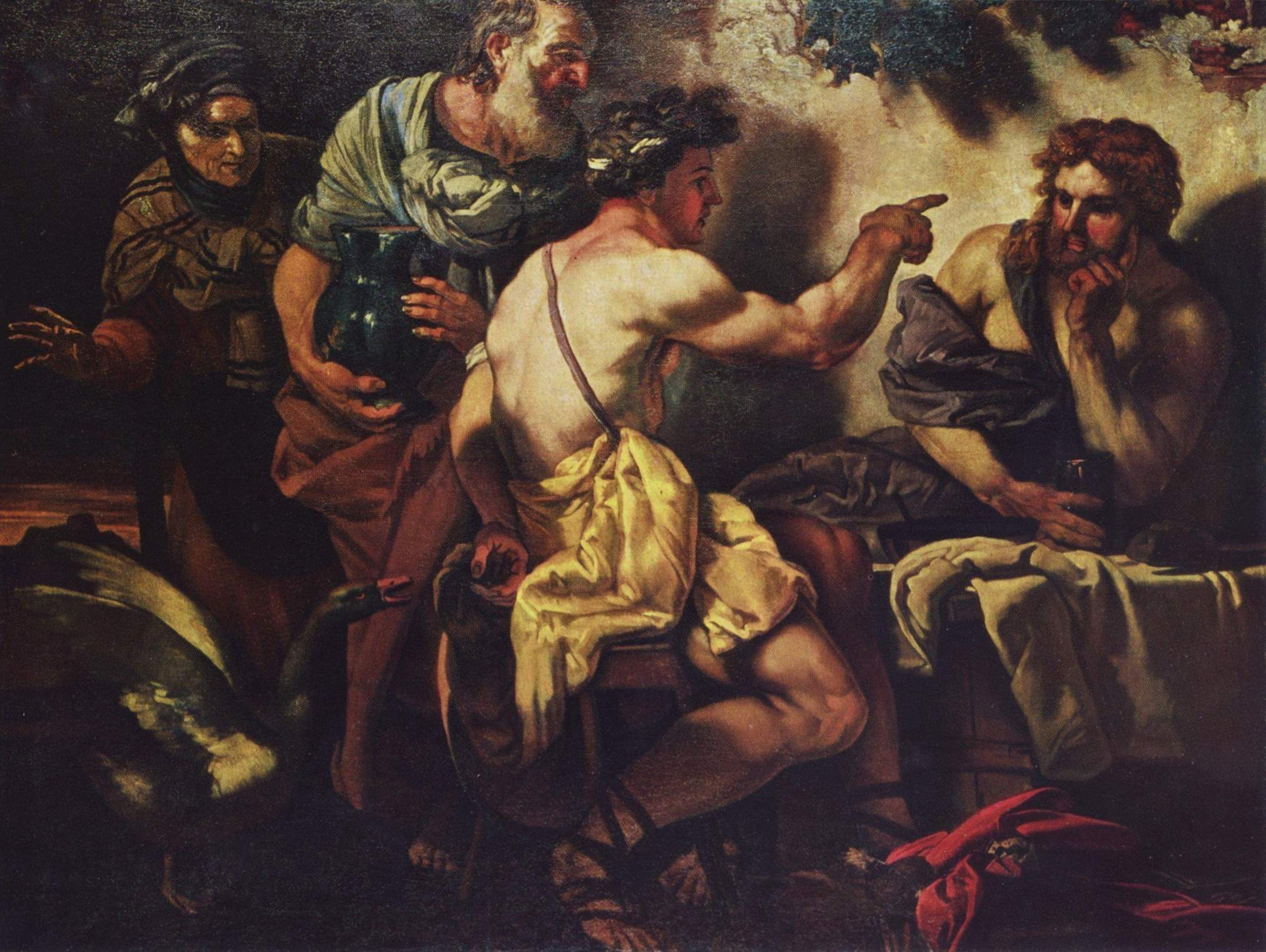
Jupiter und Mercur bei Philemon und Baucis